# Liste des ponts sur la Loire

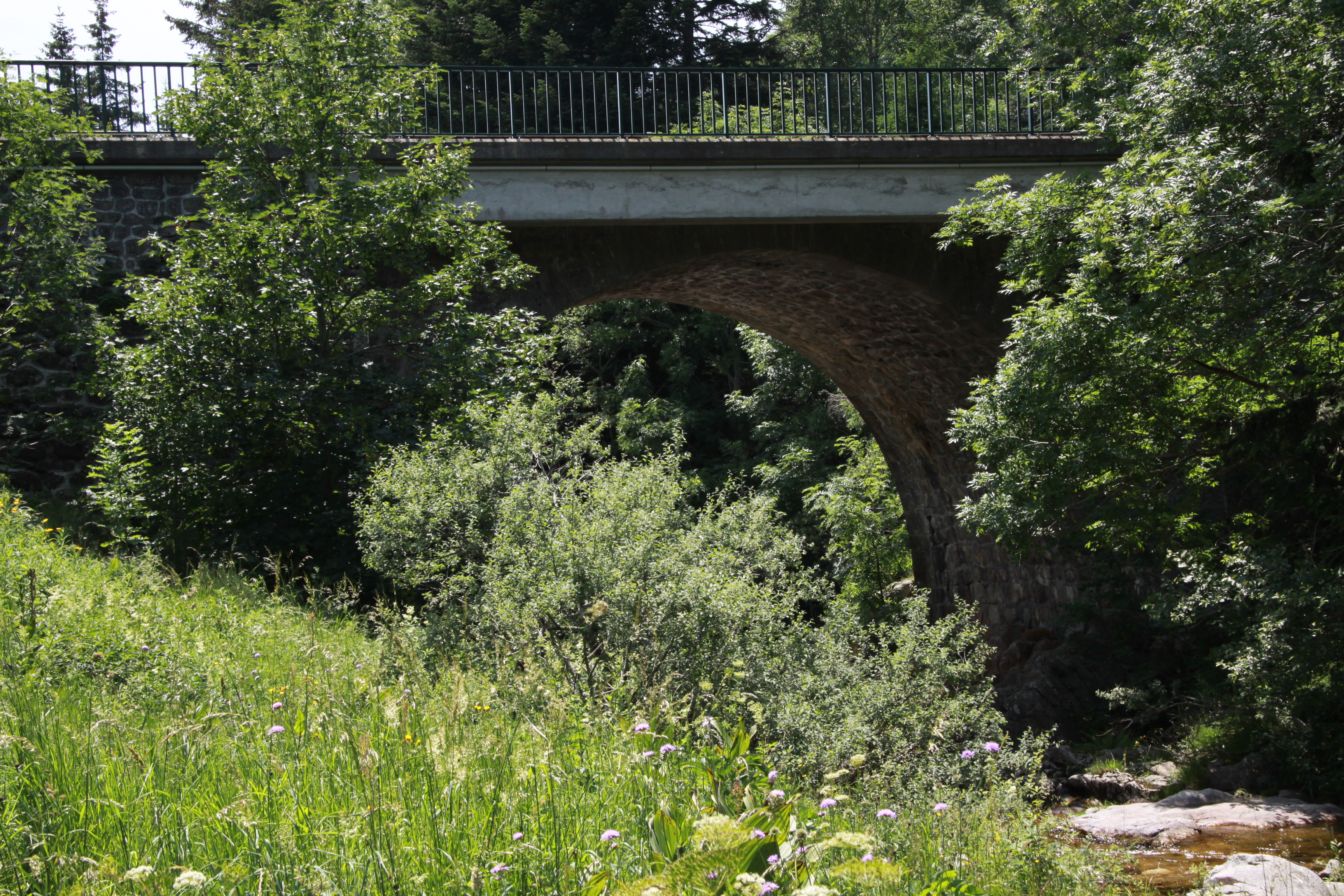
Premier pont sur la Loire à 4 km de sa source au mont Gerbier-de-Jonc

La liste des ponts sur la Loire présente les ponts présents sur le fleuve français de la Loire et ses bras.
Les ouvrages sont listés par département, de l'aval du fleuve vers son amont et précise, après chaque pont, le nom des communes qu'ils relient, en commençant par celle située sur la rive gauche du fleuve.
Ces ponts appartiennent à différentes catégories :
- voie routière ou autoroutière ,
- voie ferrée
- passerelle piétonne
- pont mixte (route + rail)   +

Certains relient une berge à une île et ne franchissent donc qu'un bras. D'autres sont en ruines et infranchissables.
Certains ponts sont inscrits ou classés aux monuments historiques, ou encore répertoriés dans l’inventaire général du patrimoine culturel du Ministère de la Culture :
- pont inscrit
- pont classé

Cette liste n’indique pas les ponts présents au-dessus des affluents de la Loire.

## Liste
| Image                                           | Pont                                            | Rive gauche               | Milieu            | Rive droite                      | Longueur totale  | Localisation                | Type du pont                 | Route/ ligne ferroviaire                                                                                | Année             | Monument historique                      | Commentaire                                |  |
| Loire-Atlantique                                | Loire-Atlantique                                | Loire-Atlantique          | Loire-Atlantique  | Loire-Atlantique                 | Loire-Atlantique | Loire-Atlantique            | Loire-Atlantique             | Loire-Atlantique                                                                                        | Loire-Atlantique  | Loire-Atlantique                         | Loire-Atlantique                           |  |
| ----------------------------------------------- | ----------------------------------------------- | ------------------------- | ----------------- | -------------------------------- | ---------------- | --------------------------- | ---------------------------- | --- | ----------------- | ---------------------------------------- | ------------------------------------------ |  |
| Pont de Saint-Nazaire                           | Pont de Saint-Nazaire                           | Saint-Brevin-les-Pins     |                   | Saint-Nazaire                    | 3 356 m          | 47° 17′ 06″ N, 2° 10′ 14″ O | Pont à haubans               | D 213                                                                                                   | 1975              |                                          |                                            |  |
| Pont de Cheviré                                 | Pont de Cheviré                                 | Nantes                    |                   | Nantes                           | 1 563 m          | 47° 11′ 34″ N, 1° 36′ 49″ O | Pont mixte acier-béton       | N 844 Boulevard périphérique de Nantes                                                                  | 1991              |                                          |                                            |  |
| Bras de la Madeleine                            |                                                 |                           |                   |                                  |                  |                             |                              | |                   |                                          |                                            |  |
| Pont Anne-de-Bretagne                           | Pont Anne-de-Bretagne                           | Nantes                    |                   | Nantes                           | 160 m            | 47° 12′ 30″ N, 1° 33′ 58″ O | Pont en béton précontraint   | Boulevard Léon-Bureau                                                                                   | 1975              |                                          |                                            |  |
| Passerelle Victor-Schœlcher                     | Passerelle Victor-Schœlcher                     | Nantes                    |                   | Nantes                           | 150 m            | 47° 12′ 33″ N, 1° 33′ 42″ O | Pont à poutres               | | 2001              |                                          |                                            |  |
| Pont Haudaudine                                 | Pont Haudaudine                                 | Nantes                    |                   | Nantes                           |                  | 47° 12′ 30″ N, 1° 33′ 19″ O | Pont en béton précontraint   | Rue Louis-Blanc - Rue Gaston-Veil                                                                       | 1979              |                                          |                                            |  |
| Pont Général-Audibert (1945)                    | Pont Général-Audibert (1945)                    | Nantes                    |                   | Nantes                           |                  | 47° 12′ 28″ N, 1° 32′ 56″ O | Pont en arc                  | Boulevard des Martyrs-Nantais-de-la-Résistance - Chaussée de la Madeleine                               | 1945              |                                          |                                            |  |
| Pont Général-Audibert                           | Pont Général-Audibert                           | Nantes                    |                   | Nantes                           |                  | 47° 12′ 28″ N, 1° 32′ 58″ O | + Pont en béton précontraint | Boulevard des Martyrs-Nantais-de-la-Résistance - Boulevard Jean-Monnet Ligne 2 et 3 (Tramway de Nantes) |                   |                                          |                                            |  |
| Pont Aristide-Briand                            | Pont Aristide-Briand                            | Nantes                    |                   | Nantes                           |                  | 47° 12′ 36″ N, 1° 32′ 31″ O | Pont mixte acier-béton       | Avenue Jean-Claude-Bonduelle - Boulevard Général-De-Gaulle                                              | 1966              |                                          |                                            |  |
| Pont Willy-Brandt                               | Pont Willy-Brandt                               | Nantes                    |                   | Nantes                           |                  | 47° 12′ 42″ N, 1° 32′ 09″ O | Pont en béton précontraint   | Rue René-Viviani - Quai Malakoff                                                                        | 1995              |                                          |                                            |  |
| Pont Résal                                      | Pont Résal                                      | Nantes                    |                   | Nantes                           |                  | 47° 12′ 43″ N, 1° 32′ 03″ O | Pont en arc                  | Ligne de Nantes à Saint-Gilles-Croix-de-Vie                                                             | 1945              |                                          |                                            |  |
| Pont Éric-Tabarly                               | Pont Éric-Tabarly                               | Nantes                    |                   | Nantes                           | 210 m            | 47° 12′ 45″ N, 1° 31′ 45″ O | Pont à haubans               | Rue Ligérienne - Boulevard de Berlin                                                                    | 2011              |                                          |                                            |  |
| Pont de la Vendée                               | Pont nord de la Vendée                          | Nantes                    | Île de Nantes     | Nantes                           | 322              | 47° 12′ 55″ N, 1° 31′ 07″ O | Pont en maçonnerie           | Ligne de Nantes-Orléans à Saintes                                                                       | 1866              |                                          |                                            |  |
| Bras de Pirmil                                  |                                                 |                           |                   |                                  |                  |                             |                              | |                   |                                          |                                            |  |
| Pont des Trois-Continents                       | Pont des Trois-Continents                       | Nantes                    |                   | Nantes                           | 273 m            | 47° 11′ 53″ N, 1° 33′ 43″ O | Pont en béton précontraint   | Passerelle Victor-Schœlcher - Quai Président-Wilson                                                     | 1995              |                                          |                                            |  |
| Pont ferroviaire de Pirmil                      | Pont ferroviaire de Pirmil                      | Nantes                    |                   | Nantes                           | 253 m            | 47° 11′ 54″ N, 1° 32′ 59″ O | Pont en treillis             | Ligne de Nantes-État à La Roche-sur-Yon par Sainte-Pazanne                                              | 1875              |                                          |                                            |  |
| Pont de Pirmil                                  | Pont de Pirmil (1947)                           | Nantes                    |                   | Nantes                           |                  | 47° 11′ 57″ N, 1° 32′ 36″ O | + Pont en arc                | Place Pirmil - Place Victor-Mangin                                                                      | 1947              |                                          |                                            |  |
| Pont de Pirmil                                  | Pont de Pirmil                                  | Nantes                    |                   | Nantes                           |                  | 47° 11′ 57″ N, 1° 32′ 35″ O | + Pont en béton précontraint | Ligne 2 et 3 (Tramway de Nantes)                                                                        |                   |                                          |                                            |  |
| Pont Georges-Clemenceau                         | Pont Georges-Clemenceau                         | Nantes                    |                   | Nantes                           |                  | 47° 12′ 06″ N, 1° 32′ 06″ O | Pont mixte acier-béton       | Boulevard Émile-Gabory - Boulevard Général-De-Gaulle                                                    | 1966              |                                          |                                            |  |
| Pont Léopold-Sédar-Senghor                      | Pont Léopold-Sédar-Senghor                      | Saint-Sébastien-sur-Loire |                   | Nantes                           | 298 m            | 47° 12′ 21″ N, 1° 31′ 31″ O | Pont mixte acier-béton       | Boulevard des Pas-Enchantés - Quai Dumont-d'Urville                                                     | 2010              |                                          |                                            |  |
| Image manquante                                 | Pont sud de la Vendée                           | Saint-Sébastien-sur-Loire | Île de Nantes     | Nantes                           | 255 m            | 47° 12′ 44″ N, 1° 30′ 57″ O | Pont en maçonnerie           | Ligne de Nantes-Orléans à Saintes                                                                       |                   |                                          |                                            |  |
| Loire-Atlantique (suite)                        |                                                 |                           |                   |                                  |                  |                             |                              | |                   |                                          |                                            |  |
| Ponts de Bellevue                               | Ponts de Bellevue                               | Basse-Goulaine            |                   | Sainte-Luce-sur-Loire            | 385 m            | 47° 13′ 56″ N, 1° 28′ 22″ O | Pont en béton précontraint   | N 844 Boulevard périphérique de Nantes                                                                  | 1970 1990         |                                          |                                            |  |
| Ponts de Thouaré                                | Pont sud de Thouaré                             | Saint-Julien-de-Concelles | Île de la Chênaie | Thouaré-sur-Loire                | 212 m            | 47° 15′ 28″ N, 1° 25′ 40″ O | Pont en treillis             | D 37 | 1882              |                                          |                                            |  |
| Ponts de Thouaré                                | Pont nord de Thouaré                            | Saint-Julien-de-Concelles | Île de la Chênaie | Thouaré-sur-Loire                | 392              | 47° 15′ 37″ N, 1° 25′ 57″ O | Pont en treillis             | D 37 | 1882              |                                          |                                            |  |
| Pont de Mauves                                  | Pont de Mauves                                  | La Chapelle-Basse-Mer     |                   | Mauves-sur-Loire                 | 570 m            | 47° 17′ 34″ N, 1° 22′ 52″ O | Pont en treillis             | D 31 | 1879 1882         |                                          |                                            |  |
| Loire-Atlantique / Maine-et-Loire               |                                                 |                           |                   |                                  |                  |                             |                              | |                   |                                          |                                            |  |
| Pont de Champtoceaux                            | Pont de Champtoceaux                            | Champtoceaux              |                   | Oudon                            | 560 m            | 47° 20′ 28″ N, 1° 16′ 43″ O | Pont à poutres               | D 751c                                                                                                  | 1976              |                                          |                                            |  |
| Pont suspendu d'Ancenis                         | Pont suspendu d'Ancenis                         | Ancenis                   |                   | Liré                             | 412 m            | 47° 21′ 43″ N, 1° 10′ 35″ O | Pont suspendu                | D 763                                                                                                   | 1953              |                                          |                                            |  |
| Pont de Varades                                 | Pont de Varades                                 | Île Batailleuse           |                   | Varades                          | 309 m            | 47° 22′ 12″ N, 1° 00′ 57″ O | Pont suspendu                | D 752                                                                                                   | 1954              |                                          |                                            |  |
| Maine-et-Loire                                  |                                                 |                           |                   |                                  |                  |                             |                              | |                   |                                          |                                            |  |
| Pont de Saint-Florent-le-Vieil                  | Pont de Saint-Florent-le-Vieil                  | Saint-Florent-le-Vieil    |                   | Île Batailleuse                  | 208 m            | 47° 21′ 53″ N, 1° 00′ 52″ O | Pont à haubans               | D 752                                                                                                   | 1965              |                                          |                                            |  |
| Pont d'Ingrandes-sur-Loire                      | Pont d'Ingrandes-sur-Loire                      | Le Mesnil-en-Vallée       |                   | Ingrandes                        | 520 m            | 47° 24′ 03″ N, 0° 55′ 08″ O | Pont suspendu                | D 6 | 1948              |                                          |                                            |  |
| Pont de Montjean-sur-Loire                      | Pont de Montjean-sur-Loire                      | Montjean-sur-Loire        |                   | Champtocé-sur-Loire              | 496 m            | 47° 23′ 39″ N, 0° 51′ 35″ O | Pont suspendu                | D 15 | 1949              |                                          |                                            |  |
| Pont René-Trottier                              | Pont René-Trottier                              | Montjean-sur-Loire        |                   | Île de Chalonnes                 | 90 m             | 47° 23′ 14″ N, 0° 51′ 00″ O | Pont en treillis             | | 1979              |                                          |                                            |  |
| Pont du Grand Bras                              | Pont du Grand Bras                              | Île Touchais              |                   | Saint-Georges-sur-Loire          |                  | 47° 22′ 05″ N, 0° 45′ 16″ O | Pont en treillis             | D 961                                                                                                   |                   |                                          |                                            |  |
| Pont de Cordez                                  | Pont de Cordez                                  | Île de Chalonnes          |                   | Île Touchais                     | 100 m            | 47° 21′ 49″ N, 0° 45′ 24″ O | Pont en treillis             | D 961                                                                                                   |                   |                                          |                                            |  |
| Pont de Chalonnes-sur-Loire                     | Pont de Chalonnes-sur-Loire                     | Chalonnes-sur-Loire       |                   | Île de Chalonnes                 | 109 m            | 47° 21′ 16″ N, 0° 45′ 42″ O | Pont suspendu                | D 961                                                                                                   | 1948              |                                          |                                            |  |
| Pont de l'Alleud                                | Pont de l'Alleud                                | Chalonnes-sur-Loire       |                   | La Possonnière                   | 601 m            | 47° 21′ 40″ N, 0° 43′ 11″ O | Pont en maçonnerie           | Ligne d'Angers à Cholet                                                                                 | 1863              |                                          |                                            |  |
| Pont des Lombardières                           | Pont des Lombardières                           | Béhuard                   |                   | Savennières                      | 297 m            | 47° 22′ 26″ N, 0° 38′ 57″ O | Pont en treillis             | D 106                                                                                                   | 1889              |                                          |                                            |  |
| Pont de Dumnacus                                | Pont de Dumnacus                                | Les Ponts-de-Cé           |                   | Les Ponts-de-Cé                  | 310 m            | 47° 25′ 16″ N, 0° 31′ 25″ O | Pont en maçonnerie           | Rue Pasteur - Rue Charles-de-Gaulle                                                                     | 1849              |                                          |                                            |  |
| Viaduc de la Loire                              | Viaduc de la Loire                              | Les Ponts-de-Cé           |                   | Les Ponts-de-Cé                  | 787 m            | 47° 25′ 03″ N, 0° 30′ 20″ O | Pont en béton précontraint   | A87 | 1976 2012         |                                          | Franchit en partie le Louet                |  |
| Pont de Saint-Mathurin-sur-Loire                | Pont de Saint-Mathurin-sur-Loire                | Saint-Rémy-la-Varenne     |                   | Saint-Mathurin-sur-Loire         | 398 m            | 47° 24′ 24″ N, 0° 19′ 07″ O | Pont en treillis             | D 55 | 1954              |                                          |                                            |  |
| Pont des Rosiers-sur-Loire                      | Pont des Rosiers-sur-Loire                      | Île de Gennes             |                   | Les Rosiers-sur-Loire            | 215 m            | 47° 20′ 56″ N, 0° 13′ 39″ O | Pont suspendu                | D 751b                                                                                                  | 1948              |                                          |                                            |  |
| Pont de Gennes                                  | Pont de Gennes                                  | Gennes                    |                   | Île de Gennes                    | 168 m            | 47° 20′ 44″ N, 0° 13′ 49″ O | Pont suspendu                | D 751b                                                                                                  | 1948              |                                          |                                            |  |
| Pont du Cadre Noir                              | Pont du Cadre Noir                              | Saumur                    | Île Offard        | Saumur                           | 740 m            | 47° 16′ 12″ N, 0° 05′ 10″ O | Pont en béton précontraint   | D 347 Rocade Ouest de Saumur                                                                            | 1982 2010         |                                          |                                            |  |
| Pont des Cadets                                 | Pont des Cadets                                 | Île Offard                |                   | Saumur                           |                  | 47° 15′ 59″ N, 0° 04′ 15″ O | Pont en arc                  | D 947                                                                                                   | 1950              |                                          |                                            |  |
| Pont Cessart                                    | Pont Cessart                                    | Saumur                    |                   | Île Offard                       | 293 m            | 47° 15′ 44″ N, 0° 04′ 32″ O | Pont en maçonnerie           | D 947                                                                                                   | 1770              |                                          |                                            |  |
| Pont ferroviaire de Saumur                      | Pont ferroviaire de Saumur                      | Saumur                    |                   | Saumur                           | 725 m            | 47° 15′ 17″ N, 0° 03′ 24″ O | Pont en treillis             | Ligne de Chartres à Bordeaux-Saint-Jean                                                                 | 1886              |                                          |                                            |  |
| Pont Varennes-sur-Loire - Montsoreau            | Pont de Varennes-Montsoreau                     | Montsoreau                |                   | Varennes-sur-Loire               |                  | 47° 13′ 31″ N, 0° 02′ 55″ E | Pont en treillis             | D 952a                                                                                                  |                   |                                          |                                            |  |
| Indre-et-Loire                                  |                                                 |                           |                   |                                  |                  |                             |                              | |                   |                                          |                                            |  |
| Image manquante                                 | Pont de Chouzé-sur-Loire                        | Avoine                    |                   | Chouzé-sur-Loire                 |                  | 47° 14′ 13″ N, 0° 09′ 40″ E | Pont en maçonnerie           | D 749                                                                                                   |                   |                                          |                                            |  |
| Pont suspendu de Langeais                       | Pont suspendu de Langeais                       | La Chapelle-aux-Naux      |                   | Langeais                         | 358 m            | 47° 19′ 10″ N, 0° 24′ 16″ E | Pont suspendu                | D 57 | 1937              |                                          |                                            |  |
| Pont de l'A85 sur la Loire                      | Pont de l'A85 sur la Loire                      | Villandry                 |                   | Cinq-Mars-la-Pile                | 602 m            | 47° 19′ 53″ N, 0° 27′ 34″ E | Pont mixte acier-béton       | A85 | 1993              |                                          |                                            |  |
| Pont ferroviaire de Villandry                   | Pont ferroviaire de Villandry                   | Villandry                 |                   | Villandry                        | 203 m            | 47° 20′ 40″ N, 0° 28′ 48″ E | Pont en maçonnerie           | Ligne de Tours à Saint-Nazaire                                                                          | 1848              |                                          |                                            |  |
| Pont de Saint-Cosme                             | Pont de Saint-Cosme                             | La Riche                  |                   | Saint-Cyr-sur-Loire              |                  | 47° 23′ 29″ N, 0° 38′ 52″ E | Pont mixte acier-béton       | D 37 Rocade de Tours                                                                                    | années 1970 2007  |                                          |                                            |  |
| Pont ferroviaire de Tours                       | Pont ferroviaire de Tours                       | La Riche                  |                   | Saint-Cyr-sur-Loire              |                  | 47° 23′ 30″ N, 0° 38′ 55″ E | Pont en maçonnerie           | | XIXe siècle       |                                          |                                            |  |
| Pont Napoléon                                   | Pont Napoléon                                   | Tours                     | Île Simon         | Saint-Cyr-sur-Loire              | 395 m            | 47° 23′ 49″ N, 0° 40′ 36″ E | Pont en arc                  | Rue de la Victoire - Quai de la Loire - Quai de Portillon                                               | 1960              |                                          |                                            |  |
| Pont Wilson                                     | Pont Wilson                                     | Tours                     |                   | Tours                            | 434 m            | 47° 23′ 57″ N, 0° 41′ 07″ E | + Pont en maçonnerie         | Rue Nationale - Avenue de la Tranchée Ligne A (Tramway de Tours)                                        | 1810              |                                          |                                            |  |
| Passerelle Saint-Symphorien                     | Passerelle Saint-Symphorien                     | Tours                     | Île Aucard        | Tours                            | 350 m            | 47° 23′ 56″ N, 0° 41′ 35″ E | Pont suspendu                | | 1847              |                                          | Sur l'emplacement du pont médiéval d'Eudes |  |
| Pont Mirabeau                                   | Pont Mirabeau                                   | Tours                     |                   | Tours                            |                  | 47° 23′ 58″ N, 0° 42′ 01″ E | Pont en béton précontraint   | Rue Mirabeau - Boulevard du Maréchal-Juin                                                               | 1972              |                                          |                                            |  |
| Pont de l'A10 sur la Loire                      | Pont de l'A10 sur la Loire                      | Saint-Pierre-des-Corps    |                   | Tours                            |                  | 47° 23′ 58″ N, 0° 42′ 36″ E | Pont en béton précontraint   | A10 | 1972              |                                          |                                            |  |
| Pont Charles-de-Gaulle                          | Pont Charles-de-Gaulle                          | Montlouis-sur-Loire       |                   | Vouvray                          |                  | 47° 24′ 10″ N, 0° 47′ 59″ E | Pont mixte acier-béton       | D 142                                                                                                   | 1993              |                                          |                                            |  |
| Viaduc de la Loire                              | Viaduc de la Loire                              | Montlouis-sur-Loire       |                   | Vouvray                          |                  | 47° 24′ 01″ N, 0° 48′ 17″ E | Pont en béton précontraint   | LGV Atlantique                                                                                          | 1989              |                                          |                                            |  |
| Viaduc de Montlouis                             | Viaduc de Montlouis                             | Montlouis-sur-Loire       |                   | Vouvray                          | 383 m            | 47° 23′ 37″ N, 0° 49′ 07″ E | Pont en maçonnerie           | Ligne de Paris-Austerlitz à Bordeaux-Saint-Jean                                                         | 1846              |                                          |                                            |  |
| Pont sud du Maréchal-Leclerc                    | Pont sud du Maréchal-Leclerc                    | Amboise                   | Île d'Or          | Amboise                          |                  | 47° 24′ 52″ N, 0° 59′ 02″ E | Pont en maçonnerie           | D 431                                                                                                   |                   |                                          |                                            |  |
| Pont nord du Maréchal-Leclerc                   | Pont nord du Maréchal-Leclerc                   | Amboise                   | Île d'Or          | Amboise                          |                  | 47° 25′ 00″ N, 0° 58′ 56″ E | Pont en maçonnerie           | D 431                                                                                                   | D 431             |                                          |                                            |  |
| Pont Michel-Debré                               | Pont Michel-Debré                               | Amboise                   |                   | Pocé-sur-Cisse                   | 678 m            | 47° 25′ 43″ N, 1° 00′ 33″ E | Pont en béton précontraint   | D 31 | 1981              |                                          |                                            |  |
| Loir-et-Cher                                    |                                                 |                           |                   |                                  |                  |                             |                              | |                   |                                          |                                            |  |
| Pont de Chaumont-sur-Loire                      | Pont de Chaumont-sur-Loire                      | Chaumont-sur-Loire        |                   | Onzain                           | 425 m            | 47° 29′ 09″ N, 1° 11′ 25″ E | Pont mixte acier-béton       | D 1 | 1970              |                                          |                                            |  |
| Pont François-Mitterrand (Blois)                | Pont François Mitterrand                        | Blois                     |                   | Blois                            | 384 m            | 47° 34′ 35″ N, 1° 19′ 22″ E | Pont mixte acier-béton       | D 951                                                                                                   | 1994              |                                          |                                            |  |
| Pont Jacques-Gabriel (Blois)                    | Pont Jacques-Gabriel                            | Blois                     |                   | Blois                            | 283 m            | 47° 35′ 06″ N, 1° 20′ 15″ E | Pont en maçonnerie           | D 956b                                                                                                  | 1724              | Inscrit MH (1937) · Notice no PA00098391 |                                            |  |
| Pont Charles-de-Gaulle (Blois)                  | Pont Charles-de-Gaulle                          | Blois et Vineuil          |                   | Blois                            | 396 m            | 47° 35′ 36″ N, 1° 21′ 17″ E | Pont en béton précontraint   | D 956                                                                                                   | 1970              |                                          |                                            |  |
| Pont de Muides-sur-Loire                        | Pont de Muides-sur-Loire                        | Muides-sur-Loire          |                   | Courbouzon                       | 330 m            | 47° 40′ 29″ N, 1° 31′ 36″ E | Pont bow-string              | D 112                                                                                                   | 1932              |                                          |                                            |  |
| Loiret                                          |                                                 |                           |                   |                                  |                  |                             |                              | |                   |                                          |                                            |  |
| Pont de Beaugency                               | Pont de Beaugency                               | Lailly-en-Val             |                   | Beaugency                        | 460 m            | 47° 46′ 35″ N, 1° 38′ 16″ E | Pont en maçonnerie           | D 925                                                                                                   | XIVe siècle       |                                          |                                            |  |
| Pont de Meung-sur-Loire                         | Pont de Meung-sur-Loire                         | Dry                       |                   | Meung-sur-Loire                  | 271 m            | 47° 49′ 22″ N, 1° 42′ 07″ E | Pont suspendu                | D 18 | 1948              |                                          |                                            |  |
| Pont de l'A71 sur la Loire                      | Pont de l'A71 sur la Loire                      | Saint-Pryvé-Saint-Mesmin  |                   | La Chapelle-Saint-Mesmin         | 400 m            | 47° 53′ 30″ N, 1° 51′ 23″ E | Pont en béton précontraint   | A71 | 1980 2011         |                                          |                                            |  |
| Pont de l'Europe                                | Pont de l'Europe (Orléans)                      | Saint-Pryvé-Saint-Mesmin  |                   | Orléans, Saint-Jean-de-la-Ruelle | 470 m            | 47° 53′ 44″ N, 1° 52′ 35″ E | Pont en arc                  | Rue des Hautes-Levées - Quai de la Madeleine                                                            | 2000              |                                          |                                            |  |
| Pont Maréchal-Joffre (1958)                     | Pont Maréchal-Joffre (1958)                     | Orléans                   |                   | Orléans                          | 334 m            | 47° 53′ 46″ N, 1° 53′ 44″ E | Pont mixte acier-béton       | D 2020                                                                                                  | 1958              |                                          |                                            |  |
| Pont George-V                                   | Pont George-V                                   | Orléans                   |                   | Orléans                          | 325 m            | 47° 53′ 47″ N, 1° 54′ 16″ E | + Pont en maçonnerie         | Avenue Dauphine - Rue Royale Ligne A (Tramway d'Orléans)                                                | 1763              |                                          |                                            |  |
| Pont René-Thinat                                | Pont René-Thinat                                | Saint-Jean-le-Blanc       |                   | Orléans                          | 430 m            | 47° 53′ 49″ N, 1° 55′ 15″ E | Pont en béton précontraint   | Avenue Gaston-Galloux                                                                                   | 1977              |                                          |                                            |  |
| Pont de Vierzon (Orléans)                       | Pont de Vierzon (Orléans)                       | Saint-Jean-le-Blanc       |                   | Orléans                          | 455 m            | 47° 53′ 49″ N, 1° 55′ 18″ E | Pont en arc                  | Ligne des Aubrais - Orléans à Montauban-Ville-Bourbon                                                   | 1947              |                                          |                                            |  |
| Pont de Jargeau                                 | Pont de Jargeau                                 | Jargeau                   |                   | Saint-Denis-de-l'Hôtel           | 323 m            | 47° 52′ 08″ N, 2° 07′ 30″ E | Pont mixte acier-béton       | D 721                                                                                                   | 1988              |                                          |                                            |  |
| Pont de Châteauneuf-sur-Loire                   | Pont de Châteauneuf-sur-Loire                   | Sigloy                    |                   | Châteauneuf-sur-Loire            | 276 m            | 47° 51′ 31″ N, 2° 13′ 24″ E | Pont suspendu                | D 11 | 1946              |                                          |                                            |  |
| Viaduc de Sully-sur-Loiree                      | Viaduc de Sully-sur-Loire                       | Sully-sur-Loire           |                   | Saint-Père-sur-Loire             | 410 m            | 47° 46′ 07″ N, 2° 22′ 10″ E | Pont en treillis             | Voie verte                                                                                              | 1880              |                                          |                                            |  |
| Pont de Sully-sur-Loire                         | Pont de Sully-sur-Loire                         | Sully-sur-Loire           |                   | Saint-Père-sur-Loire             | 378 m            | 47° 46′ 11″ N, 2° 22′ 23″ E | Pont mixte acier-béton       | D 948                                                                                                   | 1986              |                                          |                                            |  |
| Viaduc de Gien                                  | Viaduc de Gien                                  | Poilly-lez-Gien           |                   | Gien                             | 1 832 m          | 47° 41′ 16″ N, 2° 36′ 52″ E | Pont en treillis             | Ligne de Gien à Argent                                                                                  | 1893              |                                          |                                            |  |
| Vieux pont de Gien                              | Vieux pont de Gien                              | Gien                      |                   | Gien                             | 282 m            | 47° 40′ 59″ N, 2° 37′ 53″ E | Pont en maçonnerie           | D 941                                                                                                   | 1734              |                                          |                                            |  |
| Nouveau pont de Gien                            | Nouveau pont de Gien                            | Gien                      |                   | Gien                             | 491 m            | 47° 40′ 38″ N, 2° 38′ 33″ E | Pont en béton précontraint   | D 940                                                                                                   | 1980              |                                          |                                            |  |
| Pont-canal de Briare                            | Pont-canal de Briare                            | Saint-Firmin-sur-Loire    |                   | Briare                           | 662 m            | 47° 37′ 55″ N, 2° 44′ 13″ E | Pont à poutres               | Canal latéral à la Loire                                                                                | 1896              | Inscrit MH (1976) · Notice no PA00098723 | Pont-canal                                 |  |
| Pont de Châtillon-sur-Loire                     | Pont de Châtillon-sur-Loire                     | Châtillon-sur-Loire       |                   | Briare                           | 353 m            | 47° 35′ 52″ N, 2° 45′ 39″ E | Pont suspendu                | D 50 | 1951              |                                          |                                            |  |
| Pont de Bonny-sur-Loire                         | Pont de Bonny-sur-Loire                         | Beaulieu-sur-Loire        |                   | Bonny-sur-Loire                  | 361 m            | 47° 33′ 01″ N, 2° 50′ 07″ E | Pont suspendu                | D 926                                                                                                   | 1902              |                                          |                                            |  |
| Cher / Nièvre                                   |                                                 |                           |                   |                                  |                  |                             |                              | |                   |                                          |                                            |  |
| Pont de Neuvy-sur-Loire                         | Pont de Neuvy-sur-Loire                         | Belleville-sur-Loire      |                   | Neuvy-sur-Loire                  |                  | 47° 31′ 09″ N, 2° 52′ 34″ E |                              | D 82 - D 440                                                                                            | 1984              |                                          |                                            |  |
| Pont de Cosne-Cours-sur-Loire                   | Pont de Cosne-Cours-sur-Loire                   | Boulleret                 | Île de Cosne      | Cosne-Cours-sur-Loire            |                  | 47° 24′ 41″ N, 2° 55′ 12″ E | Pont suspendu                | D 955                                                                                                   | 1959              |                                          |                                            |  |
| Viaduc de Port-Aubry                            | Viaduc de Port-Aubry                            | Bannay                    |                   | Cosne-Cours-sur-Loire            |                  | 47° 23′ 23″ N, 2° 54′ 17″ E | Pont en treillis             | | 1893              |                                          |                                            |  |
| Pont de Saint-Thibault-sur-Loire                | Pont de Saint-Thibault-sur-Loire                | Saint-Thibault-sur-Loire  |                   | Tracy-sur-Loire                  |                  | 47° 20′ 18″ N, 2° 52′ 07″ E |                              | D 2 - D 4                                                                                               |                   |                                          |                                            |  |
| Pont (Pouilly-sur-Loire - Couargues)e           | Pont de Pouilly-sur-Loire                       | Couargues                 |                   | Pouilly-sur-Loire                |                  | 47° 16′ 45″ N, 2° 57′ 22″ E |                              | D 59 | 1902              |                                          |                                            |  |
| Vieux pont de la Charité-sur-Loire              | Vieux pont de la Charité-sur-Loire              | La Charité-sur-Loire      | Île du Faubourg   | La Charité-sur-Loire             |                  | 47° 10′ 36″ N, 3° 00′ 50″ E |                              | N 151                                                                                                   | 1731              |                                          |                                            |  |
| Nouveau pont de la Charité-sur-Loire            | Nouveau pont de la Charité-sur-Loire            | La Chapelle-Montlinard    | Île du Faubourg   | La Charité-sur-Loire             |                  | 47° 10′ 30″ N, 3° 00′ 34″ E |                              | N 151                                                                                                   | 1951              |                                          |                                            |  |
| Image manquante                                 | Pont de Fourchambault - Givry                   | Cours-les-Barres          |                   | Fourchambault                    |                  | 47° 00′ 44″ N, 3° 04′ 22″ E |                              | D 12 - D 40                                                                                             |                   |                                          |                                            |  |
| Nièvre                                          |                                                 |                           |                   |                                  |                  |                             |                              | |                   |                                          |                                            |  |
| Viaduc ferroviaire de la Loire à Nevers         | Viaduc ferroviaire de la Loire à Nevers         | Nevers                    |                   | Nevers                           | 322 m            | 46° 58′ 58″ N, 3° 09′ 08″ E | Pont en arc                  | Ligne de Moret - Veneux-les-Sablons à Lyon-Perrache                                                     | 1946              |                                          |                                            |  |
| Pont de Loire (Nevers)                          | Pont de Loire                                   | Nevers                    |                   | Nevers                           |                  | 46° 59′ 01″ N, 3° 09′ 32″ E |                              | N 7 | 1832              |                                          |                                            |  |
| Pont Pierre-Bérégovoy                           | Pont Pierre-Bérégovoy                           | Sermoise-sur-Loire        |                   | Saint-Éloi                       | 420 m            | 46° 58′ 31″ N, 3° 11′ 52″ E | Pont mixte acier-béton       | A77 | 1995              |                                          |                                            |  |
| Pont d'Imphy                                    | Pont d'Imphy                                    | Chevenon                  |                   | Imphy                            |                  | 46° 56′ 12″ N, 3° 15′ 08″ E |                              | D 200                                                                                                   |                   |                                          |                                            |  |
| Pont du 152ème R.I.                             | Pont du 152ème R.I.                             | Decize                    |                   | Decize                           |                  | 46° 49′ 41″ N, 3° 27′ 28″ E |                              | D 978a                                                                                                  | 1960              |                                          |                                            |  |
| Allier / Saône-et-Loire                         |                                                 |                           |                   |                                  |                  |                             |                              | |                   |                                          |                                            |  |
| Pont de Gannay-sur-Loire                        | Pont de Gannay-sur-Loire                        | Gannay-sur-Loire          |                   | Cronat                           |                  | 46° 43′ 51″ N, 3° 38′ 18″ E |                              | D 196                                                                                                   |                   |                                          |                                            |  |
| Pont du Fourneau                                | Pont du Fourneau                                | Beaulon                   |                   | Bourbon-Lancy                    |                  | 46° 37′ 50″ N, 3° 43′ 06″ E |                              | D 973                                                                                                   | 1932              |                                          |                                            |  |
| Pont routier de Diou                            | Pont routier de Diou                            | Diou                      |                   | Gilly-sur-Loire                  |                  | 46° 32′ 17″ N, 3° 45′ 38″ E |                              | D 480                                                                                                   |                   |                                          |                                            |  |
| Pont ferroviaire de Diou                        | Pont ferroviaire de Diou                        | Diou                      |                   | Gilly-sur-Loire                  |                  | 46° 32′ 17″ N, 3° 45′ 52″ E |                              | | 1884              |                                          |                                            |  |
| Pont routier de Digoin                          | Pont routier de Digoin                          | Chassenard                |                   | Digoin                           |                  | 46° 28′ 45″ N, 3° 58′ 13″ E |                              | D 779 - D 979B                                                                                          |                   |                                          |                                            |  |
| Pont-canal de Digoin                            | Pont-canal de Digoin                            | Digoin                    |                   | Digoin                           | 243 m            | 46° 28′ 39″ N, 3° 58′ 51″ E | Pont en maçonnerie           | Canal latéral à la Loire                                                                                | 1838              |                                          | Pont-canal                                 |  |
| Viaduc de Digoin                                | Viaduc de Digoin                                | Chassenard                |                   | Digoin                           | 486 m            | 46° 28′ 01″ N, 3° 59′ 44″ E |                              | N 79 |                   |                                          |                                            |  |
| Pont (Vindecy - Luneau)                         | Pont (Vindecy - Luneau)                         | Luneau                    |                   | Vindecy                          |                  | 46° 21′ 33″ N, 3° 59′ 14″ E |                              | D 130                                                                                                   |                   |                                          |                                            |  |
| Saône-et-Loire                                  |                                                 |                           |                   |                                  |                  |                             |                              | |                   |                                          |                                            |  |
| Pont (Marcigny - Chambilly)                     | Pont (Marcigny - Chambilly)                     | Chambilly                 |                   | Marcigny                         |                  | 46° 16′ 38″ N, 4° 00′ 57″ E |                              | D 989                                                                                                   |                   |                                          |                                            |  |
| Pont d'Iguerande                                | Pont d'Iguerande                                | Iguerande                 |                   | Iguerande                        |                  | 46° 12′ 12″ N, 4° 04′ 27″ E |                              | D 9 | 1944              |                                          |                                            |  |
| Loire                                           |                                                 |                           |                   |                                  |                  |                             |                              | |                   |                                          |                                            |  |
| Pont de Pouilly-sous-Charlieu                   | Pont de Pouilly-sous-Charlieu                   | Briennon                  |                   | Pouilly-sous-Charlieu            | 175 m            | 46° 08′ 50″ N, 4° 05′ 52″ E | Pont en arc                  | D 4 | 1937              |                                          |                                            |  |
| Image manquante                                 | Pont d'Aiguilly                                 | Roanne                    |                   | Vougy                            | 186 m            | 46° 04′ 12″ N, 4° 05′ 40″ E |                              | D 482                                                                                                   | 1982              |                                          |                                            |  |
| Image manquante                                 | Pont de Roanne                                  | Roanne                    |                   | Roanne                           | 272 m            | 46° 02′ 43″ N, 4° 05′ 32″ E |                              | N 7 | 1983              |                                          |                                            |  |
| Pont de Roanne                                  | Pont du Coteau                                  | Roanne                    |                   | Le Coteau                        |                  | 46° 01′ 56″ N, 4° 04′ 52″ E |                              | D 207                                                                                                   | 1834              |                                          |                                            |  |
| Image manquante                                 | Pont ferroviaire de Roanne                      | Roanne                    |                   | Roanne                           | 246 m            | 46° 01′ 40″ N, 4° 04′ 39″ E |                              | Ligne de Lyon à Roanne                                                                                  | 1858              |                                          |                                            |  |
| Pont de Villerest                               | Pont de Villerest                               | Villerest                 |                   | Commelle-Vernay                  |                  | 45° 59′ 45″ N, 4° 02′ 47″ E |                              | Rue du Pont                                                                                             |                   |                                          |                                            |  |
| Barrage de Villerest                            | Barrage de Villerest                            | Villerest                 |                   | Commelle-Vernay                  |                  | 45° 59′ 11″ N, 4° 02′ 52″ E |                              | | 1984              |                                          |                                            |  |
| Image manquante                                 | Pont de Presle                                  | Bully                     |                   | Cordelle                         |                  | 45° 55′ 58″ N, 4° 02′ 00″ E |                              | D 45 |                   |                                          |                                            |  |
| Image manquante                                 | Pont du Vourdiat                                | Saint-Paul-de-Vézelin     |                   | Saint-Jodard                     |                  | 45° 52′ 52″ N, 4° 06′ 42″ E |                              | D 26 | 1982              |                                          |                                            |  |
| Image manquante                                 | Pont de Saint-Georges-de-Baroille               | Saint-Georges-de-Baroille |                   | Pinay                            |                  | 45° 52′ 05″ N, 4° 07′ 45″ E |                              | D 38 | 1984              |                                          |                                            |  |
| Viaduc des Chessieux                            | Viaduc des Chessieux                            | Saint-Georges-de-Baroille |                   | Balbigny                         |                  | 45° 50′ 24″ N, 4° 08′ 34″ E |                              | | 1912              |                                          |                                            |  |
| Image manquante                                 | Pont de l'A89 sur la Loire                      | Nervieux                  |                   | Balbigny                         |                  | 45° 49′ 55″ N, 4° 09′ 11″ E |                              | A89 |                   |                                          |                                            |  |
| Image manquante                                 | Pont (Balbigny - Nervieux)                      | Nervieux                  |                   | Balbigny                         |                  | 45° 48′ 57″ N, 4° 10′ 57″ E |                              | D 1 |                   |                                          |                                            |  |
| Image manquante                                 | Pont de Feurs                                   | Feurs                     |                   | Feurs                            |                  | 45° 44′ 33″ N, 4° 12′ 42″ E | Pont en maçonnerie           | D 1089                                                                                                  |                   |                                          |                                            |  |
| Image manquante                                 | Pont de Montrond-les-Bains                      | Boisset-lès-Montrond      |                   | Montrond-les-Bains               |                  | 45° 38′ 35″ N, 4° 13′ 35″ E |                              | D 496                                                                                                   | 1850              |                                          |                                            |  |
| Image manquante                                 | Pont de Rivas                                   | Craintilleux              |                   | Rivas (Loire)                    | 158 m            | 45° 35′ 03″ N, 4° 14′ 40″ E |                              | D 101                                                                                                   |                   |                                          |                                            |  |
| Image manquante                                 | Pont de Veauchette                              | Veauchette                |                   | Veauche                          |                  | 45° 33′ 47″ N, 4° 16′ 18″ E |                              | D 54 | 1933              |                                          |                                            |  |
| Pont de l'A72 sur la Loire                      | Pont de l'A72 sur la Loire                      | Andrézieux-Bouthéon       |                   | Veauchette                       | 526 m            | 45° 33′ 13″ N, 4° 15′ 41″ E |                              | A72 | 1983              |                                          |                                            |  |
| Image manquante                                 | Pont (Andrézieux-Bouthéon - Saint-Cyprien)      | Saint-Cyprien             |                   | Andrézieux-Bouthéon              |                  | 45° 31′ 47″ N, 4° 14′ 59″ E |                              | D 498                                                                                                   | 1866              |                                          |                                            |  |
| Pont ferroviaire (Andrézieux-Bouthéon - Bonson) | Pont ferroviaire (Andrézieux-Bouthéon - Bonson) | Bonson                    |                   | Andrézieux-Bouthéon              |                  | 45° 31′ 20″ N, 4° 14′ 54″ E |                              | | (1831) 1910       |                                          |                                            |  |
|                                                 | Pont de Saint-Just-Saint-Rambert                | Saint-Just-Saint-Rambert  |                   | Saint-Just-Saint-Rambert         | 270 m            | 45° 31′ 00″ N, 4° 14′ 57″ E | Pont suspendu                | D 498                                                                                                   | 2008              |                                          |                                            |  |
| Pont du Docteur Jean Alligier                   | Pont de la RD8                                  | Saint-Just-Saint-Rambert  |                   | Saint-Just-Saint-Rambert         |                  | 45° 30′ 10″ N, 4° 15′ 33″ E |                              | D 8 | 1930              |                                          |                                            |  |
| Barrage de Grangent                             | Barrage de Grangent                             | Chambles                  |                   | Saint-Just-Saint-Rambert         |                  | 45° 28′ 01″ N, 4° 14′ 54″ E |                              | D 32 | 1957              |                                          |                                            |  |
| Pont du Pertuiset                               | Pont du Pertuiset                               | Çaloire                   |                   | Unieux                           | 132 m            | 45° 24′ 31″ N, 4° 14′ 53″ E | Pont à haubans               | D 3 | (1842, 1932) 1988 |                                          |                                            |  |
| Haute-Loire                                     |                                                 |                           |                   |                                  |                  |                             |                              | |                   |                                          |                                            |  |
| Image manquante                                 | Pont (RD46, Aurec-sur-Loire)                    | Aurec-sur-Loire           |                   | Aurec-sur-Loire                  |                  | 45° 22′ 11″ N, 4° 11′ 48″ E |                              | D 46 | (1892) 1969       |                                          |                                            |  |
| Image manquante                                 | Pont (RD12, Bas-en-Basset)                      | Bas-en-Basset             |                   | Bas-en-Basset                    |                  | 45° 17′ 45″ N, 4° 07′ 05″ E |                              | D 12 |                   |                                          |                                            |  |
| Image manquante                                 | Viaduc ferroviaire de Nantet                    | Beauzac                   |                   | Monistrol-sur-Loire              | 143 m            | 45° 15′ 57″ N, 4° 08′ 13″ E |                              | Ligne de St-Georges-d'Aurac à St-Étienne-Châteaucreux                                                   |                   |                                          |                                            |  |
| Pont de Confolent                               | Pont de Confolent                               | Beauzac                   |                   | Saint-Maurice-de-Lignon          | 140 m            | 45° 15′ 29″ N, 4° 08′ 40″ E | Pont suspendu                | D 461                                                                                                   | 1863              | Inscrit MH (1990) · Notice no PA00092937 |                                            |  |
| Image manquante                                 | Pont de Bransac-Vaures                          | Beauzac                   |                   | Beauzac                          |                  | 45° 14′ 04″ N, 4° 05′ 40″ E |                              | D 42 |                   |                                          |                                            |  |
| Viaduc ferroviaire de Brenas                    | Viaduc ferroviaire de Brenas                    | Beauzac                   |                   | Retournac                        | 141 m            | 45° 13′ 29″ N, 4° 04′ 09″ E |                              | Ligne de St-Georges-d'Aurac à St-Étienne-Châteaucreux                                                   |                   |                                          |                                            |  |
| Image manquante                                 | Viaduc ferroviaire de Chambonnet                | Retournac                 |                   | Retournac                        | 148 m            | 45° 12′ 40″ N, 4° 02′ 33″ E |                              | Ligne de St-Georges-d'Aurac à St-Étienne-Châteaucreux                                                   |                   |                                          |                                            |  |
| Image manquante                                 | Pont des Droits-de-l'Homme                      | Retournac                 |                   | Retournac                        |                  | 45° 11′ 59″ N, 4° 02′ 13″ E |                              | D 103a                                                                                                  | 1872              |                                          |                                            |  |
| Image manquante                                 | Viaduc ferroviaire de Retournac                 | Retournac                 |                   | Retournac                        | 136 m            | 45° 12′ 20″ N, 4° 01′ 06″ E |                              | Ligne de St-Georges-d'Aurac à St-Étienne-Châteaucreux                                                   |                   |                                          |                                            |  |
| Viaduc ferroviaire de Chamalières-sur-Loire     | Viaduc ferroviaire de Chamalières               | Chamalières-sur-Loire     |                   | Chamalières-sur-Loire            | 151 m            | 45° 12′ 12″ N, 3° 59′ 20″ E |                              | Ligne de St-Georges-d'Aurac à St-Étienne-Châteaucreux                                                   |                   |                                          |                                            |  |
| Image manquante                                 | Pont de Chamalières                             | Chamalières-sur-Loire     |                   | Chamalières-sur-Loire            |                  | 45° 12′ 12″ N, 3° 59′ 19″ E |                              | D 35 |                   |                                          |                                            |  |
| Pont du Chambon                                 | Pont du Chambon                                 | Vorey                     |                   | Vorey                            |                  | 45° 12′ 11″ N, 3° 56′ 02″ E |                              | D 103                                                                                                   | 1897              |                                          |                                            |  |
| Pont de Vorey-Changeac                          | Pont de Vorey-Changeac                          | Vorey                     |                   | Vorey                            |                  | 45° 10′ 48″ N, 3° 55′ 11″ E |                              | D 28 |                   |                                          |                                            |  |
| Pont de Margeaix                                | Pont de Margeaix                                | Saint-Vincent             |                   | Beaulieu                         | 143 m            | 45° 09′ 12″ N, 3° 55′ 30″ E | Pont suspendu                | D 26 | 1898              | Inscrit MH (1994) · Notice no PA00132733 |                                            |  |
| Pont de Lavoûte-sur-Loire                       | Pont de Lavoûte-sur-Loire                       | Lavoûte-sur-Loire         |                   | Lavoûte-sur-Loire                |                  | 45° 07′ 12″ N, 3° 54′ 24″ E |                              | D 103                                                                                                   | 1855              |                                          |                                            |  |
| Viaduc ferroviaire de Lavoûte                   | Viaduc ferroviaire de Lavoûte                   | Lavoûte-sur-Loire         |                   | Lavoûte-sur-Loire                | 123 m            | 45° 07′ 10″ N, 3° 53′ 56″ E |                              | Ligne de St-Georges-d'Aurac à St-Étienne-Châteaucreux                                                   |                   |                                          |                                            |  |
| Viaduc ferroviaire de Tholence                  | Viaduc ferroviaire de Tholence                  | Lavoûte-sur-Loire         |                   | Lavoûte-sur-Loire                | 98 m             | 45° 07′ 01″ N, 3° 53′ 52″ E |                              | Ligne de St-Georges-d'Aurac à St-Étienne-Châteaucreux                                                   |                   |                                          |                                            |  |
| Image manquante                                 | Viaduc ferroviaire de Saint-Simon               | Lavoûte-sur-Loire         |                   | Lavoûte-sur-Loire                | 103 m            | 45° 06′ 42″ N, 3° 53′ 44″ E |                              | Ligne de St-Georges-d'Aurac à St-Étienne-Châteaucreux                                                   |                   |                                          |                                            |  |
| Image manquante                                 | Viaduc ferroviaire de Peyredeyre                | Polignac (Haute-Loire)    |                   | Chaspinhac                       | 165 m            | 45° 05′ 00″ N, 3° 54′ 37″ E |                              | Ligne de St-Georges-d'Aurac à St-Étienne-Châteaucreux                                                   |                   |                                          |                                            |  |
| Image manquante                                 | Pont de Chadrac                                 | Chadrac                   |                   | Le Monteil                       |                  | 45° 04′ 04″ N, 3° 54′ 14″ E |                              | D 103                                                                                                   |                   |                                          |                                            |  |
| Image manquante                                 | Pont du Monteil                                 | Chadrac                   |                   | Le Monteil                       |                  | 45° 03′ 30″ N, 3° 54′ 49″ E |                              | |                   |                                          |                                            |  |
| Image manquante                                 | Pont de la Chartreuse (RN88)                    | Brives-Charensac          |                   | Le Monteil                       |                  | 45° 03′ 23″ N, 3° 54′ 52″ E |                              | N 88 |                   |                                          |                                            |  |
| Pont de la Chartreuse                           | Pont de la Chartreuse                           | Brives-Charensac          |                   | Brives-Charensac                 | 91 m             | 45° 03′ 11″ N, 3° 55′ 01″ E |                              | | XVe siècle        | Classé MH (1914) · Notice no PA00092625  |                                            |  |
| Image manquante                                 | Pont Gallard                                    | Brives-Charensac          |                   | Brives-Charensac                 |                  | 45° 02′ 51″ N, 3° 55′ 37″ E |                              | D 988a                                                                                                  | 1776              |                                          |                                            |  |
| Image manquante                                 | Pont de Coubon                                  | Coubon                    |                   | Coubon                           | 105 m            | 44° 59′ 53″ N, 3° 55′ 02″ E |                              | D 37 | 1930              |                                          |                                            |  |
| Pont de Chadron                                 | Pont de Chadron                                 | Chadron                   |                   | Chadron                          |                  | 44° 57′ 57″ N, 3° 55′ 17″ E |                              | D 27 | 1879              |                                          |                                            |  |
| Image manquante                                 | Pont de Goudet                                  | Goudet                    |                   | Goudet                           |                  | 44° 53′ 21″ N, 3° 55′ 20″ E |                              | D 49 |                   |                                          |                                            |  |
| Image manquante                                 | Pont de Salettes                                | Lafarre                   |                   | Salettes                         |                  | 44° 51′ 23″ N, 3° 58′ 58″ E |                              | D 500                                                                                                   | 1875              |                                          |                                            |  |
| Ardèche                                         |                                                 |                           |                   |                                  |                  |                             |                              | |                   |                                          |                                            |  |
| Image manquante                                 | Pont de Lachapelle-Graillouse                   | Lachapelle-Graillouse     |                   | Le Lac-d'Issarlès                |                  | 44° 49′ 11″ N, 4° 02′ 52″ E |                              | D 16 |                   |                                          |                                            |  |
| Image manquante                                 | Pont de la Palisse                              | Cros-de-Géorand           |                   | Cros-de-Géorand                  |                  | 44° 46′ 48″ N, 4° 06′ 10″ E | Pont suspendu                | D 160                                                                                                   |                   |                                          |                                            |  |
| Image manquante                                 | Pont (Usclades-et-Rieutord, RD536)              | Usclades-et-Rieutord      |                   | Usclades-et-Rieutord             |                  | 44° 46′ 12″ N, 4° 10′ 06″ E |                              | D 536                                                                                                   |                   |                                          |                                            |  |
| Image manquante                                 | Pont (Usclades-et-Rieutord, RD116)              | Usclades-et-Rieutord      |                   | Usclades-et-Rieutord             |                  | 44° 46′ 35″ N, 4° 10′ 31″ E |                              | D 116                                                                                                   |                   |                                          |                                            |  |
| Image manquante                                 | Pont (Sainte-Eulalie, RD116)                    | Sainte-Eulalie            |                   | Sainte-Eulalie                   |                  | 44° 48′ 13″ N, 4° 11′ 11″ E |                              | D 116                                                                                                   |                   |                                          |                                            |  |
| Image manquante                                 | Pont (Sainte-Eulalie, RD122)                    | Sainte-Eulalie            |                   | Sainte-Eulalie                   |                  | 44° 49′ 26″ N, 4° 11′ 40″ E |                              | D 122                                                                                                   |                   |                                          |                                            |  |